# Gare de Bournezeau
Gare de Bournezeau vasútállomás Franciaországban, Bournezeau településen.

## Vasútvonalak
Az állomást az alábbi vasútvonalak érintik:
- Les Sables-d'Olonne–Tours-vasútvonal

## Kapcsolódó állomások
A vasútállomáshoz az alábbi állomások vannak a legközelebb:
- Gare de Fougeré (Gare des Sables-d'Olonne)
- Gare de Chantonnay (Gare de Loudun)